# Малий Тонтой
Малий Тонто́й (рос. Малый Тонтой) — село у складі Шелопугінського району Забайкальського краю, Росія. Адміністративний центр Мало-Тонтойського сільського поселення.

## Населення
Населення — 226 осіб (2010; 280 у 2002).
Національний склад (станом на 2002 рік):
- росіяни — 100 %